# European Data Portal
Lo European Data Portal è un portale dati che è stato lanciato in versione beta il 16 novembre 2015. Nasce da un'iniziativa della Commissione europea, ed è parte del Mercato Europeo Comune.

## Scopo
L'European Data Portal è stato creato per raccogliere le informazioni regolamentate dalla Direttiva relativa al riutilizzo dell'informazione del settore pubblico riguardanti i 28 Stati membri dell'Unione europea e dei quattro paesi AELS.
Le informazioni del settore pubblico, che possono essere liberamente riutilizzate, sono definite Dati aperti. I paesi UE28+ pubblicano su portali di dati nazionali e portali geospaziali. Al fine di fornire un unico punto di accesso a tutti questi dati è stato creato l'European Data Portal. Sul portale, vengono mostrati solo i metadata (dati relativi ai dati). Questi metadata vengono raccolti direttamente dai portali esistenti tramite l'uso di API.
I dati pubblici raccolti sono utili per diversi scopi: migliorare l'efficienza della pubblica amministrazione, contribuire allo sviluppo di servizi innovativi e di nuovi modelli di business e garantire la promozione del benessere sociale.